# Statuia ecvestră a lui Mihai Viteazul din Giurgiu
Statuia ecvestră a lui Mihai Viteazul din Giurgiu a fost realizată, la inițiativa primarului municipiului Giurgiu, Lucian Iliescu, de un artist plastic constănțean, care a realizat și Statuia ecvestră a lui Mihai Viteazu din Năvodari, inaugurată la 15 august 2011, ca replică a statuii lui Mihai Viteazul din București.
Intenția primarului era să o amplaseze în interiorul sensului giratoriu din apropierea Spitalului Județean de Urgență Giurgiu.
Statuia, turnată în bronz în Turcia, ca și cea din Năvodari, a fost adusă la Giurgiu în data de 30 mai 2012 și a fost descărcată, provizoriu, lângă parcul orașului.
În urma alegerilor locale din 10 iunie 2012, în Giurgiu a fost ales alt primar.
Noul primar al municipiului Giurgiu, Nicolae Barbu, a lansat o consultare publică și a cerut părea arhitecților și specialiștilor de la Muzeul Județean, în urma căruia s-a luat decizia ca statuia ecvestră a domnitorului Mihai Viteazu să fie amplasată în zona centrală a parcului ce poartă numele voievodului, și nu în mijlocul străzii, unde accesul trecătorilor este practic imposibil.
La începerea lucrărilor s-a descoperit că pe sub locul stabilit trece o conductă importantă de apă potabilă, așa că arhitecții au modificat puțin forma spațiului, din circular în oval, statuia fiind vizibilă datorită soclului înalt, în trepte, conceput astfel încât să intre în contact cu oamenii și nu doar ca obiect inserat. Treptele acestuia vor putea fi folosite ca loc de odihnă pentru tineri, loc de lectură, de conversație, aprecia arhitectul Anne Marie Gacichevici, consilier în cadrul Primăriei municipiului.
În ziua de 30 august 2012, statuia fost ridicată pe soclul amplasat în parcul Mihai Viteazul.